# Herbeys
 Herbeys  es una población y comuna francesa, en la región de Ródano-Alpes, departamento de Isère, en el distrito de Grenoble y cantón de Eybens.

## Demografía
| 375 | 355 | 765 | 945 | 1086 | 1167 | 1315 | 1355 | 1361 |
| Para los censos de 1962 a 1999 la población legal corresponde a la población sin duplicidades (Fuente: INSEE [Consultar]) |     |     |     |      |      |      |      |      |